# La Jam
Pour les articles homonymes, voir Jam.
La Jam est un groupe de ragga rock nantais formé en 1995 et professionnalisé en 1997. Il est d'origine multiculturelle (Afrique, Asie, Europe et Caraïbes).
Le groupe compte à son actif plus de 600 concerts à travers la France, l'Europe et le Maghreb.
Les textes des chansons sont en français, en créole antillais et en anglais.
Le nom originel du groupe était La Jam Session en référence aux séances musicales improvisées (Jam session en anglais).

## Membres du groupe
Les membres actuels sont :
- Ti Couli (chant)
- Poppy (guitare)
- Declo (basse)
- Kazy (guitare)
- Fab (batterie)

Les anciens membres du groupe sont :
- Somprasith (chant)
- David Martin (clavier)
- Benoît Bonnamy (batterie)
- Damien Schmitt (batterie)
- Hibu Corbel (batterie)
- Vico (clavier)
- Simon (batterie)

## Clips
- James Jesse[1] réalisé par Félix Fouché, tourné à Nantes, titre de l'album Lévé.
- Zambé (feat. Alberto)[2] réalisé par Félix Fouché, titre de l'album Lévé.
- "OK" pour Europe Écologie[3]
- Vidéo sur la tournée 2002 de l'album "Raggaspublica" [4]
- Dang Dang réalisé par Les Studios Bellarue 17, tourné à Nantes en 2021.

## Discographie

### Albums
- 1999 : Jam session, premier maxi 45 tours produit par la session, six titres enregistrés et mixés au Garage Hermétique à Rezé par Nicolas Moreau.
- 2001 : Petit scud entre amis, second opus, enregistré et mixé au Scat style studio à Saint-Nazaire par Yann Barreau (ingénieur du son du groupe) et Damien Schmitt (ancien batteur du groupe)
- 2002 : Raggaspublica, premier album "complet", signé sur le label Créon music et distribué par Virgin. Enregistré au studio Black Box à Angers et mixé au studio Marzelle (44) par Andy Lyden assisté de Lucas Chauvière.
- 2007 : Conqwest, label Believe
- 2009 : Lévé, label Underdog records, pour ce cinquième album, La Jam y a ajouté une section cuivre et a mis les "machines" plus en retrait au profit d'un son plus "live". Les compositions sonnent afro, caraïbéennes, dancehall, roots.

### Compilations
- Ghost remix - UHT (2008 - No Fridge)
- Rez de Chaussée (2006 - Herisson records / City Industry)
- La suite Kréol (2005 - Creon music)
- Opinion sur rue (2003 - Creon music)
- Roots de France (2003 - Creon music)
- Reggae Massive "13" (2002 - Reggae massive / JDN éditions)
- Hexagone riddim (2001 - Wagram music)
- Mega reggae (2001 - Wagram music)
- Pays de la Loire, le pays des harmonies (2000 - Région des Pays de la Loire / Label ouest)
- Couleurs Bretagne (2000 - France 3 / Sony music)
- Dogs and sons (2000 - Studio Aventures Label)
- Le capitaliste est une ordure (2000 - Label Egal / Tripsichord)
- Karnavalazic (1999 - AGI productions)
- Les mammifères de l'Ouest (1996 - Autotomie record)